# تأبير

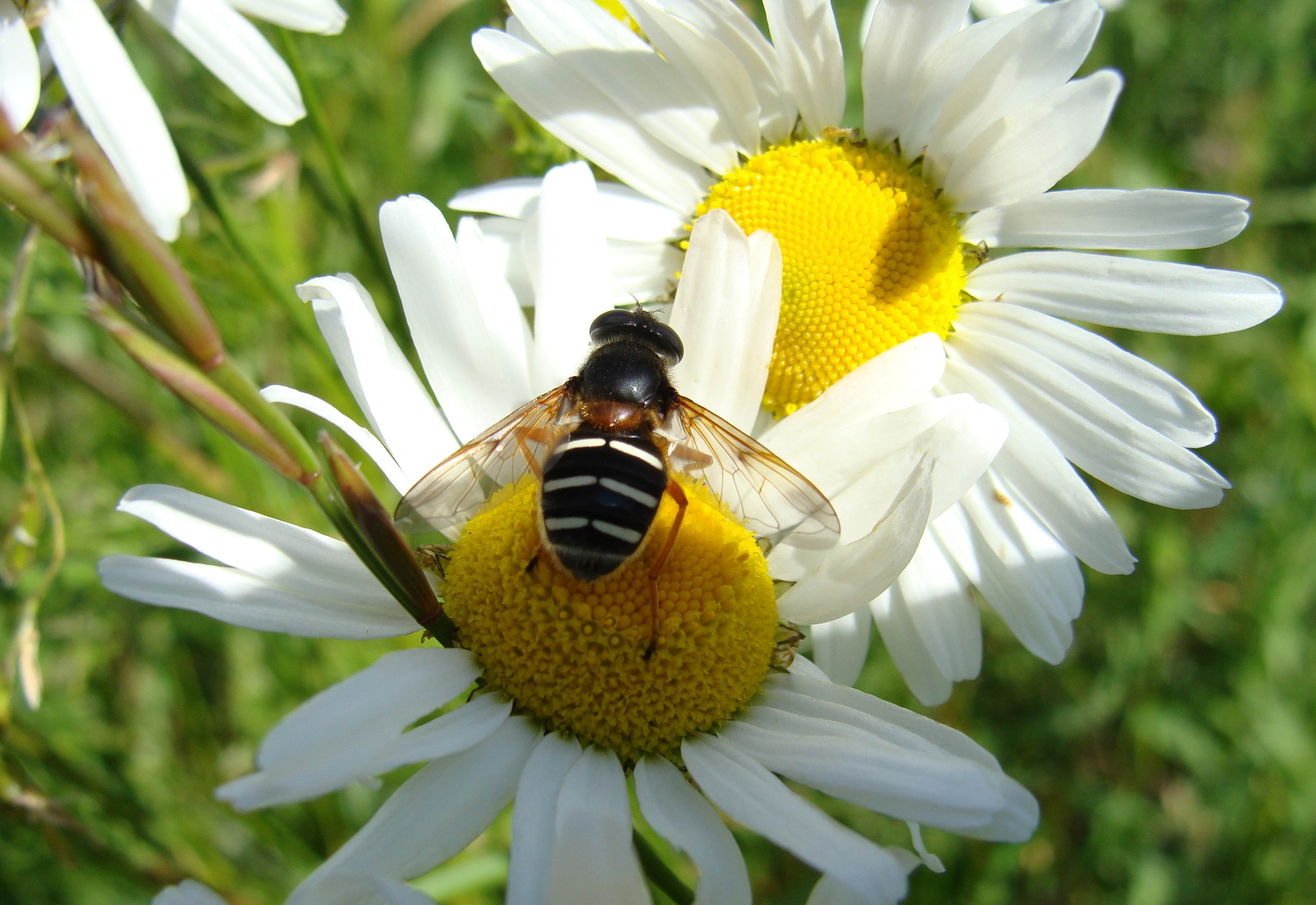

التأبير أو التلقيح أو أنبوب التأبير (بالإنجليزية: Pollination)، في عاريات البذور ومغطاة البذور، هو عملية انتقال حبوب اللقاح التي تحتوي على خلية عروسية مذكرة إلى خلية عروسية مؤنثة لتكوين بيضة مخصبة أو كائن حي جديد تابع لنفس النوع. ودراسة التلقيح هي جزء من دراسة علم النبات وعلم البيئة. وهي خطوة مهمة في عملية التكاثر الجنسي لعاريات البذور.

## التلقيح الذاتي
إذا انتقلت حبوب اللقاح من المتك إلى الميسم في الزهرة نفسها أو بين زهرات من النوع نفسه، سميت العملية التلقيح الذاتي. كما يحدث في نبات البازيلاء.

## التلقيح الخلطي
اما إذا انتقلت حبوب اللقاح من مُتْك زهرة إلى مياسم زهرة أخرى من نوع آخر، فإن العملية تسمى التلقيح الخلطي كما يحدث في نبات الميرمية.

## مفهوم التلقيح
إنّ الحشرات تحتاجُ الزهورَ كغذاء لها، بينما تحتاج الزهورُ بدورها للحشرات كي تساعدها في إنتاج بذورها. تبدأ عمليّة ابتداع البذور بانتقال حبوب اللقاح من زهرة إلى ميسم زهرةٍ أخرى من نفس نوعها. ويلقّب هذا الانتقال بالتلقيح. الحشرات الرئيسيّة التي تلقّح الأزهار هي النحل وأبو دقيق، إذ تتغذّى على سائل سُكّريّ حلو يُسمّى بالرحيق، تفرزه عادةً خلايا ذاتيّة في قرص الزهرة. يتغذّى النحل على حبوب اللقاح والرحيق. كما تحمل النحلة حبوب اللقاح إلى عشّها بواسطة سلال صغيرة متواجدة على أرجلها الخلفية.

## الصفات المُرَجِّحَة للتأبير غير المباشر
1. اختلاف مدّة بلوغ المآبر والمياسم في نوع الأزهار الخنثى، فيوجد أزهار تَبْلغُ مآبرها مُبكّرًا، وهذا منتشر لدى نباتات متنوّعة مثل: الفصائل الوردية (Rosaceae)، والغرنوقيّة (Geraniaceae) واللاميناسيّة (Laminaceae). وهناك ورود  تنضج مياسمها باكرًا مثل ورود الفريز والتين وورود الفصيلة الآراسيّة (Araceae).

1. تَفاوُت طول الأَسْدِية و أقلام المِدَقّات، ووجودها في مستويات متباينة في الوردة الواحدة يؤدّي إلى صعوبة في تلقيح الزهرة بطلع مآبرها. مثال على هذه الحالة هي نبتة "بريمولة الحقل" (Primula arvensis)، والتي فيها نمطان من الأزهار:

أ. أزهار قصيرة الأَسْدِية و طويلة أقلام الِمدقّات
ب. أزهار طويلة الأَسْدِية و قصيرة أقلام الِمدقّات
1. وجود ظاهرة العقم الشخصيّ/ الذاتيّ، يعني عدم قابليّة نموّ وتطوّر الطَلع على مياسم الوردة أو على مياسم وردة أخرى من نوع النبات نفسه، أو عدم إمكانية دخول الأنبوب الطلعي في قلم الزهرة نفسها، وذلك لأسباب فيزيولوجيّة ووراثيّة. كما هو الوضع في كثير من أزهار النباتات، مثل: الخوخ والتفاح والعنب التي يُفضّل زراعتها مُتقارِبةً لتحسين إنتاج المحصول.

1. تَغيُّر شكل بعض أعضاء الوردة، وتلوّنها بألوان لافتة وإنتاجها عطورًا جذّابة وفوّاحة تجذب إليها أصنافًا محدّدة من الحشرات التي تقوم بعمليّة التأبير المتصالب (غير المباشر).

1. ثنائيّة مسكن الأزهار؛ مثل ما هو موجود في الحور و النخيل و السبانخ، إذ يوجد نبات مؤنّث وآخر مذكّر.

1. أحاديّة مسكن الأزهار، مثل ما هو موجود في الذرة والسنديان والجوز، حيث تحمل النبتة الواحدة أزهارًا مؤنّثة وأخرى مذكّرة.[9]

## عوامل التأبير[9]
1. التأبير بوساطة عوامل داخليّة: تتزوّد بعض الأزهار في النباتات ذات التأبير المباشر بوسائل داعمة لهذا التابير، من أبرزها:

أ. انغلاق الأَسْدِية البالغة على ميسم الزهرة نفسها، وهذا ما يحدث على  
  سبيل المثال في نبات "البَربَريس" (Berberis).
ب. انكماش الأَسْدِية إلى داخل الزهرة، فَيتكوّن نابضٌ يَنبسط ويمتدّ فجأة
   عندما تنضج المِدقّة. ويقذف بِطَلعه فوق ميسمها النجميّ. ومثال  
   على ذلك هي نبتة "الحبارية" (Paritaria).
1. التأبير بواسطة عوامل خارجيّة: تؤثّر بعض العوامل الخارجيّة بدور كبير على فاعلية التأبير والخصوبة. هناك أربع عوامل تُعتَبَر الأكثر تأثيرًا؛ ألا وهي: الهواء والماء والحشرات والإنسان.

أ. التأبير بواسطة الطيور: تساعد الطيور الّتي تتغذّى على رحيق الأزهار في تلقيح الكثير من الأنواع النباتيّة.  وهي تكتسب الرحيق بفضل مناقيرها الطويلة والرفيعة، إذ تُدخلها عميقًا في الزهرة، و بذلك بفضل لسانها الملتفّ على نفسه الذي يأخذ هيئة الملعقة في كثير من الأحيان. كما تؤدّي الحيوانات القانصة دورًا كبيرًا في تأبير بعض النباتات أيضا.
ب. التأبير بواسطة الماء: يحدث التأبير في النباتات التي تعيش في الوسط المائي إمّا تحت سطح الماء حين تكون كثاقة الطلع مماثلة لكثافة الماء أو على سطح الماء حين تكون كثافة الطلع أقل من كثافة الماء.
وتنفكّ المآبر، في بعض الأنواع النباتية، عن الأزهار المذكّرة المغمورة في الماء وتصعد إلى الأعلى حيث تتفتّح ويخرج منها حَبّ الطَّلع الذي يغطس ثانية في الماء ليثبت فوق مياسم الأزهار المؤنّثة المغمورة. ويُذكر، على سبيل المثال، أنّ وشع  الماء (Vallisneria) الذي يعيش في الماء العذب، تتفتّح الأزهار المؤنّثة الحاملة سويقات طويلة على سطح الماء، كما تطفو الأزهار المذكّرة على السطح أيضاً. وحين تصل إحداها إلى الزهرة المؤنثة، يؤبَّر  بوساطة الاحتكاك، ثم تعود الأزهار المؤنثة الملقّحة إلى أعماق الماء بانقباض أو التفاف سويقاتها.
ج. التأبير بواسطة الإنسان: إنّ للإنسان دور مُنذ القدم في تأبير الكثير مِن النباتات المزروعة، كالنخيل التمري الهوائيّ التأبير. وتستمرّ مساهمة البشر حتّى يومنا هذا، إذ يقوم الإنسان في وقتنا الحاليّ بتأبير النباتات بإجراء تمارين التهجين العديدة لأجل تحسين السلالات النباتية، ويأخذ التأبير الاصطناعيّ حيّزا لا بُدّ منه لإنجاح مثل تلك التمارين.
ولمّا كانت هناك الحاجة لتوفّر نباتات في غير أوطانها الأصلية، تدخَّل الإنسان في عمليّة تلقيحها. ومن الأمثلة على ذلك الفانيليا المزروعة خارج وطنها الأصلي (المكسيك)، التي بحاجة من أجل إكمال تأبيرها أن يتمّ الضغط على اللسينة التي تفسخ الأسدية عن المدقّة.
د. التأبير بواسطة الرياح: يحدث التلقيح الهوائيّ عادة في النباتات التي تُنتج كمّيات كبيرة من حَبّ الطَّلع الناعم، خفيف الوزن، والمزوّد بأكياس هوائيّة تضمن حمله في الهواء مسافات بعيدة.
وتتّصف الأزهار الهوائيّة غالبًا بصغر حجمها وقتامة ألوانها وانعدام عطورها، وتُدعى بالأزهار أليفة الهواء (anemophiles) مثل أزهار الفصيلة البواسية (Poaceae) التي لمآبرها خيوطٌ تتطاول كثيرًا حين النُضج، فتخرج من الزهرة مدلّاةً تهتزّ مع حركة الرياح التي تحمل طلعها وتنقله إلى المياسم الريشيّة اللاقطة للطلع. نشهد التأبير بواسطة الرياح بِكثرة في الصفصاف (Salix) والحور (Populus) والسنديان (Quercus).
ه. التأبير بوساطة الحشرات: يحدث التأبير الحشريّ عادة في النباتات التي تجتذب إليها الحشرات، طلبًا للرحيق أو للطلع أو لكليهما معًا. وتتميّز الأزهار الحشريّة التأبير عادة بِكُبر حجمها وبألوانها الزاهية وروائحها العطرة وطلعها الشائك الذي يلتصق أو يُحمل على بعض الحشرات الزائرة كالفراشات والنحل والخنافس والذباب وغيرها. وتدعى تلك الأزهار بالأزهار أليفة الحشرات (entomophiles).
وتساعد الألوان الزاهية والجذّابة لبتلات الأزهار وسبلاتها على اجتذاب الحشرات التي تنتقل من زهرة إلى أخرى، حاملة الطلع على جسمها الموبر أو أجزاء فمها المتحوّرة لارتشاف الرحيق. وتفرز بعض الأزهار رائحة، قد تكون كريهة أحيانًا، لكنّها تجتذب بعض الحشرات الخاصّة، كما هي الحال في بعض أفراد الفصيلة الآراسية( Aracea) الّتي تجتذب إليها بعض الحشرات ثنائيّة الأجنحة بفضل رائحة كرائحة اللحم الفاسد. كما يساعد على التأبير الحشري، الرحيقُ الذي تفرزه غددٌ رحيقيّة خاصّة متوضعة على أجزاء متعددّة من النبات، إذ تتغذّى الحشرات ويرقاتها على هذا الرحيق، كما في جنس البراسيكة(Brassica) المعروف بالملفوف والذي يجتذب حشرات مختلفة مكَّنت من تكوين أنواع الملفوف مختلفة الألوان والطعوم، ومنها الكرنب والملفوف الأبيض والأصفر والأحمر والزهرة أو ما يُعرف بالقرنبيط. ويؤدّي اختزان الرحيق في أماكن خاصّة ضمن الزهرة إلى اختلاف خراطيم الحشرات الزائرة للأزهار باختلاف عُمق توضع الرحيق الزهريّ فيها.

## معرض صور

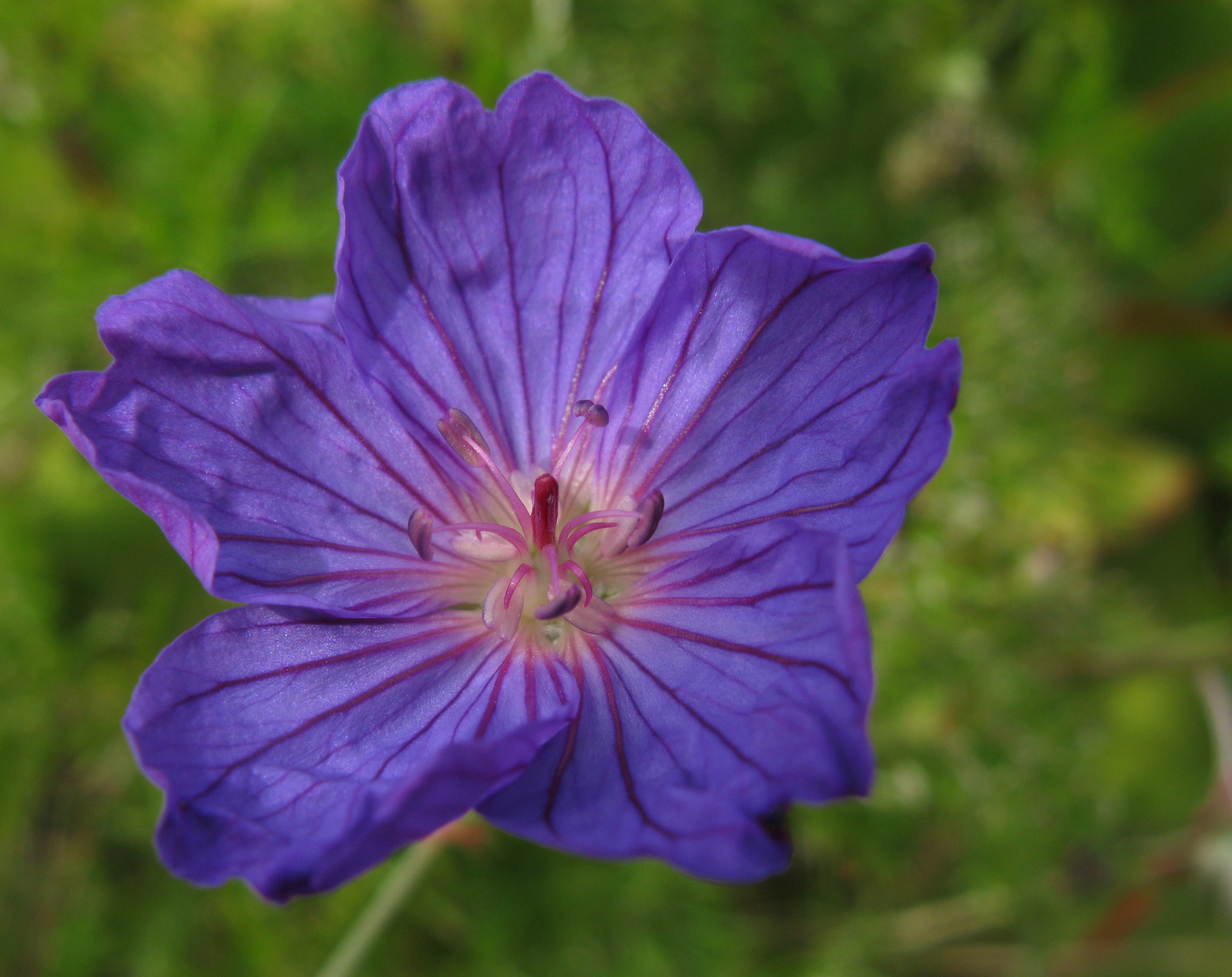
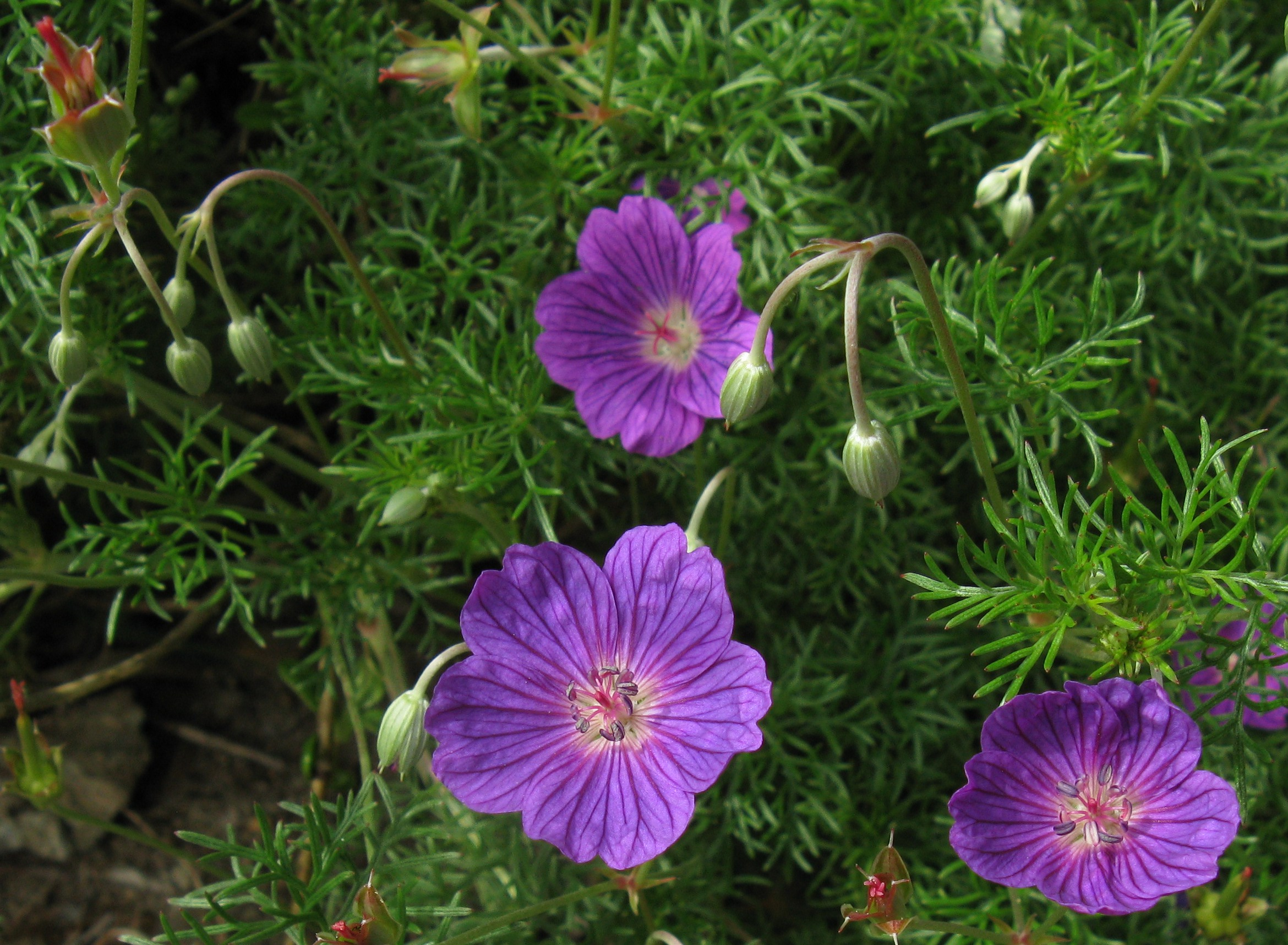
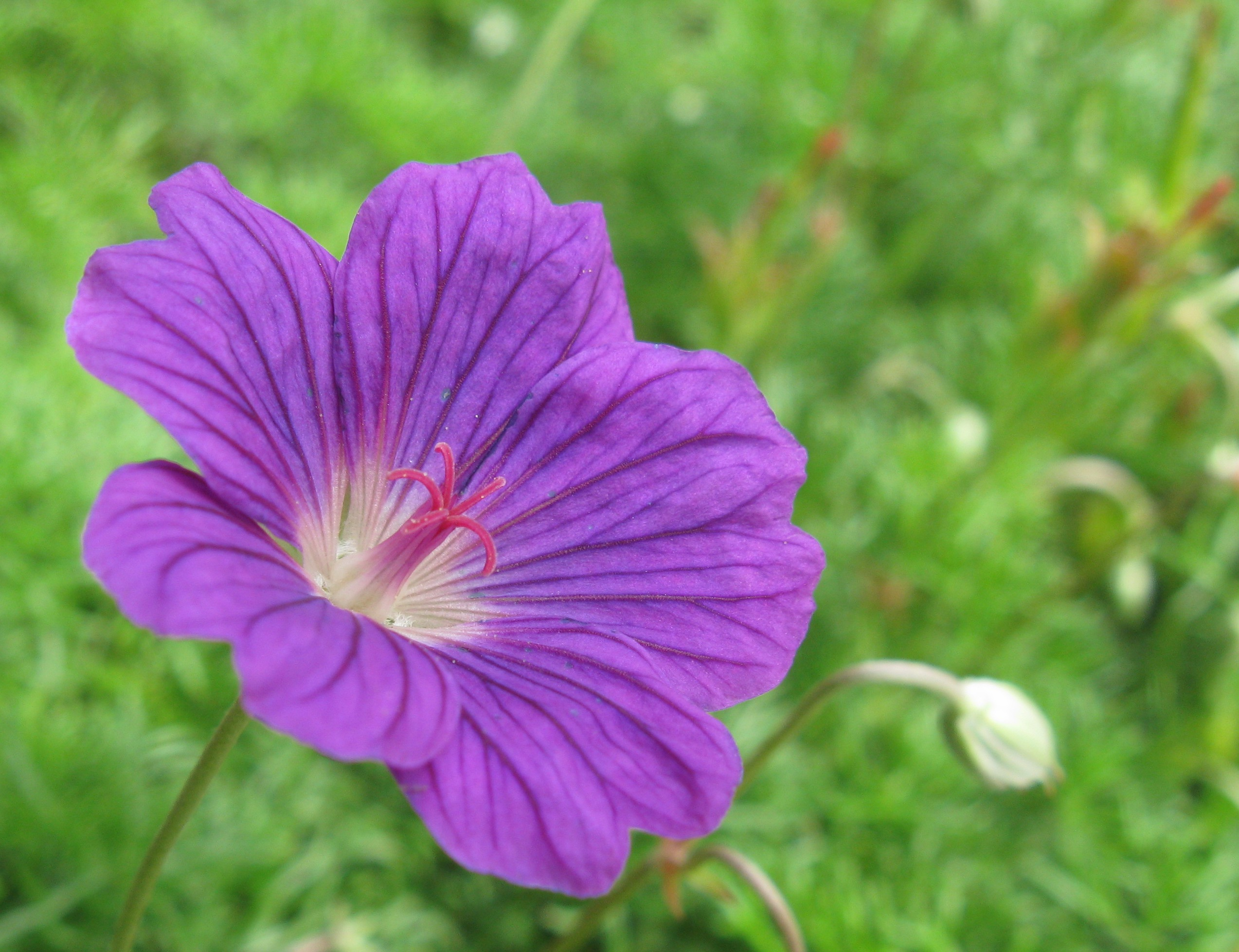

## وصلات خارجية
- New "Pollinator Garden Wheel" from the National Academies provides information on pollination and tips on building a pollinator-friendly garden.
- Insect Pollination Of Cultivated Crop Plants by S. E. McGregor USDA 1972 (needs updating but still valuable)
- The Pollination Home page
- Pulse of the Planet description of buzz pollination
- Pollination syndromes images at bioimages.vanderbilt.edu
- TheKidsGarden - Teach Kids About Pollination